# Helen Thomas
Helen Thomas, född 4 augusti 1920 i Winchester, Kentucky, död 20 juli 2013 i Washington, D.C., var en amerikansk journalist och Vita huset-korrespondent. 
Hon arbetade i 57 år för United Press och dess efterföljare United Press International samt efter 2000 ännu i tio år för Hearst. Hon rapporterade från Vita huset från Dwight D. Eisenhowers tid till Barack Obamas andra år som president.

## Biografi
Thomas var den första kvinnliga medlemmen i föreningen för Vita Huset-korrespondenter och den första kvinnliga medlemmen i Gridiron Club.
Hon har en cameoroll som sig själv i långfilmen Dave från 1993.
Thomas lämnade 2010 sitt uppdrag som korrespondent efter att hennes åsikter om Israel–Palestina-konflikten hade kritiserats som antisemitiska. Hon var dotter till libanesiska invandrare.